# Oltre l'arcobaleno
Oltre l'arcobaleno (Beyond the Rainbow) è un film muto del 1922 diretto da William Christy Cabanne (Christy Cabanne). La sceneggiatura, firmata dallo stesso regista e adattata per lo schermo da Eustace Hale Ball e Loila Brooks, si basa su The Price of Feathers, racconto di Solita Solano di cui non si conosce la data di pubblicazione.

La protagonista femminile era Lillian 'Billie' Dove, che, preso in seguito il solo nome di Billie Dove, diventò una star del cinema muto.
Il film fu il debutto sullo schermo di Clara Bow che aveva vinto un concorso organizzato dal Motion Picture Magazine. Nella versione originale del film, le scene dove appariva la Bow furono tagliate, ma in seguito la pellicola venne nuovamente distribuita e, poiché Clara Bow nel frattempo era diventata una diva, le scene in cui appariva furono ripristinate.

## Trama

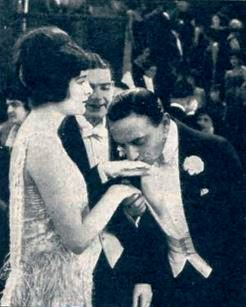
Billie Dove e Macey Harlam

Marion Taylor, segretaria del magnate di Wall Street Edward Mallory, respinge le avances dell'uomo ma, davanti alle gravi condizioni di Tommy, il fratellino invalido, decide di chiedere comunque l'aiuto di Mallory. Riesce però a trovare il denaro necessario per mandare Tommy in montagna, accettando di accompagnare a un ballo Louis Wade. Il quale, in questo modo, vuole ingelosire la ragazza di cui è innamorato, Frances Gardener, che è corteggiata anche dal conte de Brisac. Al ballo, Marion, nei panni di Miss Chandler, una famosa bellezza, fa sensazione. Alla serata partecipa anche Virginia, la sorella minore di Frances: la ragazzina, alla quale era stato proibito il ballo, manda dei messaggi anonimi tra gli ospiti, che provocano inquietudine tra coloro che li ricevono. Quando le luci si spengono, qualcuno spara a Mallory. La polizia sospetta che lo sparatore sia Bruce Forbes, un corteggiatore di Marion. Il vero colpevole si rivela essere Robert Judson. Mallory, che è stato solo ferito, si riprende e Marion trova la sua felicità con Forbes.

## Produzione

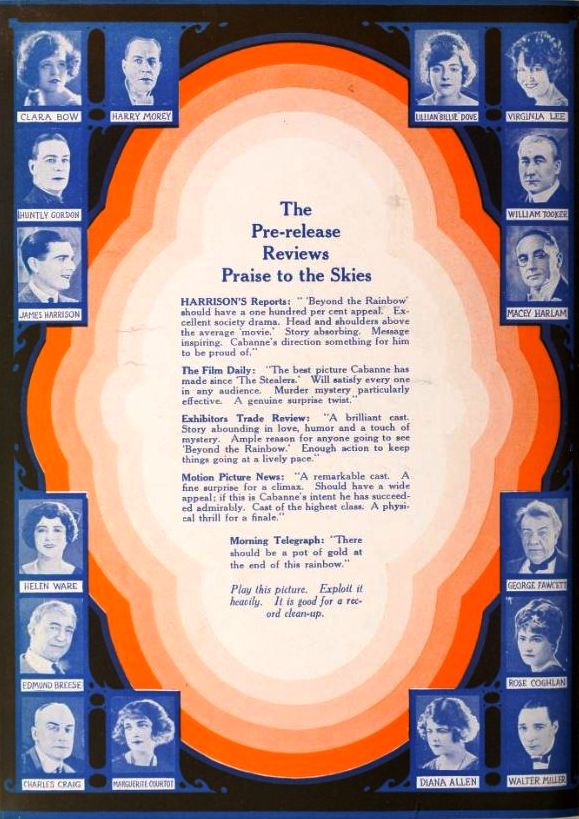
Il cast

Il film, girato a New York, venne prodotto dalla Robertson-Cole Pictures Corporation dal dicembre 1921 a metà gennaio 1922.

## Distribuzione
Il copyright del film, richiesto dalla R-C Pictures, fu registrato il 19 febbraio 1922 con il numero LP17703.

Distribuito dalla Robertson-Cole Distributing Corporation, il film uscì nelle sale cinematografiche statunitensi il 19 febbraio 1922. In Finlandia fu distribuito il 26 aprile 1925. In Brasile, prese il titolo Alem do Arco-Iris, in Venezuela quello di Más allá del arco iris.

In Italia, distribuito nel 1924, ottenne il visto di censura numero 19778.
Copia incompleta della pellicola si trova conservata negli archivi dell'UCLA Film And Television Archive di Los Angeles.